# Niki von der Burg
Niki von der Burg ist ein ehemaliger deutscher Schauspieler.

## Leben
Von der Burg wurde bekannt durch seine Rolle des Benjamin „Ben“ Brendel in der Kinderserie Neues vom Süderhof. Von 1991 bis 1993 war er in insgesamt 13 Episoden der NDR-Fernsehproduktion zu sehen. 1996 übergab er die Rolle in der Sonderfolge Zu Besuch auf dem Süderhof an seinen Nachfolger Tim Küchler. 1995 spielte er eine Nebenrolle im Spielfilm Rosamunde Pilcher: Wechselspiel der Liebe. 1996 war er in der Episode Königskind der Fernsehserie Freunde fürs Leben zu sehen. 1998 folgte eine Besetzung in einem Polizeiruf-110-Film. Anschließend zog er sich aus der Filmschauspielerei zurück.

## Filmografie
- 1991–1993, 1996: Neues vom Süderhof (Fernsehserie, 14 Episoden)
- 1995: Rosamunde Pilcher: Wechselspiel der Liebe
- 1996: Freunde fürs Leben (Fernsehserie, Episode 5x01)
- 1998: Polizeiruf 110